# Голям жълтоног водобегач
Голям жълтоног водобегач (Tringa melanoleuca) е вид птица от семейство Бекасови (Scolopacidae).

## Разпространение
Видът е разпространен в Ангуила, Антигуа и Барбуда, Аржентина, Аруба, Американските Вирджински острови, Бахамските острови, Барбадос, Белиз, Бермудските острови, Боливия, Бонер, Синт Еустациус, Саба, Бразилия, Британските Вирджински острови, Венецуела, Гренада, Гваделупа, Гватемала, Гвиана, Доминика, Доминиканската република, Еквадор, Канада, Кайманови острови, Колумбия, Коста Рика, Куба, Кюрасао, Мартиника, Мексико, Монсерат, Никарагуа, Панама, Парагвай, Перу, Пуерто Рико, Салвадор, Сейнт Китс и Невис, Сейнт Лусия, Сен Мартен, Сен Пиер и Микелон, Сейнт Винсент и Гренадини, Суринам, САЩ, Тринидад и Тобаго, Търкс и Кайкос, Уругвай, Френска Гвиана, Хаити, Хондурас, Чили и Ямайка.